# Jabouilleia danjoui
A Jabouilleia danjoui a madarak osztályának verébalakúak (Passeriformes) rendjébe és a Pellorneidae családjába tartozó faj.

## Rendszerezése
A fajt Herbert Christopher Robinson és Cecil Boden Kloss írták le 1919-ben, a Rimator nembe  Rimator danjoui néven. Egyes szervezetek szerint, jelenleg is ide tartozik.

## Alfajai
- Jabouilleia danjoui danjoui (Robinson & Kloss, 1919)
- Jabouilleia danjoui parvirostris Delacour, 1927[1]

## Előfordulása
Délkelet-Ázsiában, Laosz és Vietnám honos. A természetes élőhelye a szubtrópusi vagy trópusi síkvidéki és hegyi esőerdők. Állandó, nem vonuló faj.

## Megjelenése
Testhossza 18-19 centiméter.

## Életmódja
Egyedül, párben, vagy kisebb csapatban, a talajon keresgéli feltehetően gerinctelenekből álló táplálékát.

## Szaporodása
Fészekalja, általában két tojásból áll.